# Lochmorhynchus chilechicoensis
Lochmorhynchus chilechicoensis là một loài ruồi trong họ Asilidae. Lochmorhynchus chilechicoensis được Artigas miêu tả năm 1970. Loài này phân bố ở vùng Tân nhiệt đới.